# Liste der Kulturgüter in Allschwil
Die Liste der Kulturgüter in Allschwil enthält alle Objekte in der Gemeinde Allschwil im Kanton Basel-Landschaft, die gemäss der Haager Konvention zum Schutz von Kulturgut bei bewaffneten Konflikten, dem Bundesgesetz vom 20. Juni 2014 über den Schutz der Kulturgüter bei bewaffneten Konflikten sowie der Verordnung vom 29. Oktober 2014 über den Schutz der Kulturgüter bei bewaffneten Konflikten unter Schutz stehen.
Objekte der Kategorie A sind im Gemeindegebiet nicht ausgewiesen, Objekte der Kategorie B sind vollständig in der Liste enthalten, Objekte der Kategorie C fehlen zurzeit (Stand: 2. März 2025).

## Kulturgüter
| Foto |                                                                                            | Objekt                                                                         | Kat. | Typ | Standort                             | Beschreibung                                                      |
| ---- | ------------------------------------------------------------------------------------------ | ------------------------------------------------------------------------------ | ---- | --- | ------------------------------------ | ----------------------------------------------------------------- |
| ja   | Datei hochladen · Wikidata zu Alte evangelisch-reformierte Kirche (Q29676602)              | Alte evangelisch-reformierte Kirche KGS-Nr.: 01376                             | B    | G   | Baslerstrasse 220 608563 / 266964    |                                                                   |
| ja   | Datei hochladen · Wikidata zu Christkatholische Pfarrkirche St. Peter und Paul (Q29676616) | Christkatholische Pfarrkirche St. Peter und Paul KGS-Nr.: 01377                | B    | G   | Schönenbuchstrasse 1 607301 / 266662 |                                                                   |
| ja   | Datei hochladen · Wikidata zu Römisch-katholische Kirche St. Peter und Paul (Q29676705)    | Römisch-katholische Kirche St. Peter und Paul mit Figurengruppe KGS-Nr.: 09926 | B    | G   | Baslerstrasse 51 607633 / 266899     | 1967 durch den Architekten Fritz Metzger erbaut                   |
| ja   | Datei hochladen · Wikidata zu Evangelische-reformierte Christuskirche (Q29676632)          | Evangelisch-reformierte Christuskirche KGS-Nr.: 12057                          | B    | G   | Baslerstrasse 224 608597 / 266983    | 1932 durch das Basler Architekturbüro Bräuning, Leu, Dürig erbaut |
| ja   | Datei hochladen · Wikidata zu Pfarrhaus (christkatholisches Pfarramt) (Q29676669)          | Pfarrhaus (christkatholisches Pfarramt) KGS-Nr.: 12059                         | B    | G   | Schönenbuchstrasse 8 607273 / 266710 |                                                                   |
| ja   | Datei hochladen · Wikidata zu Restaurant Landhuus (Q29676685)                              | Restaurant Landhuus KGS-Nr.: 12060                                             | B    | G   | Baslerstrasse 4 607402 / 266716      |                                                                   |
| BW   | Datei hochladen · Wikidata zu Wohnhaus (Q29676724)                                         | Wohnhaus KGS-Nr.: 12062                                                        | B    | G   | Untere Kirchgasse 6 607467 / 266849  |                                                                   |
| ja   | Datei hochladen · Wikidata zu Wohnhaus (ehemaliges Doktorhuus) (Q29676742)                 | Wohnhaus (ehemaliges Doktorhuus) KGS-Nr.: 12063                                | B    | G   | Schönenbuchstrasse 5 607274 / 266696 |                                                                   |
| ja   | Datei hochladen · Wikidata zu Wohnhaus (ehemaliges Pfarrhaus) (Q29676761)                  | Wohnhaus (ehemaliges Pfarrhaus) KGS-Nr.: 12064                                 | B    | G   | Oberwilerstrasse 43 607501 / 266522  |                                                                   |